# Katrin Klujber
Katrin Gitta Klujber (Dunaújváros, 21 de abril de 1999) es una jugadora de balonmano húngara que juega de lateral derecho en el Ferencvárosi TC. Es internacional con la selección femenina de balonmano de Hungría.

## Palmarés

### Dunaújvárosi
- Copa EHF femenina (1): 2016

### Ferencvárosi TC
- Liga de Hungría de balonmano femenino (1): 2021

## Clubes
| Club             | País    | Año         |
| ---------------- | ------- | ----------- |
| Dunaújvárosi KKA | Hungría | 2015 - 2018 |
| Ferencvárosi TC  | Hungría | 2018 - Act. |